# Freilichtspiele Katzweiler
| Rechtsform   | eingetragener Verein              |
| Gründung     | 1951                              |
| Zweck        | Freilichttheater                  |
| Sitz         | Katzweiler (67734)                |
| Adresse      | Waagstraße 1 67734 Katzweiler     |
| Vorsitzender | Michael Wilking                   |
| Website      | www.freilichtspiele-katzweiler.de |

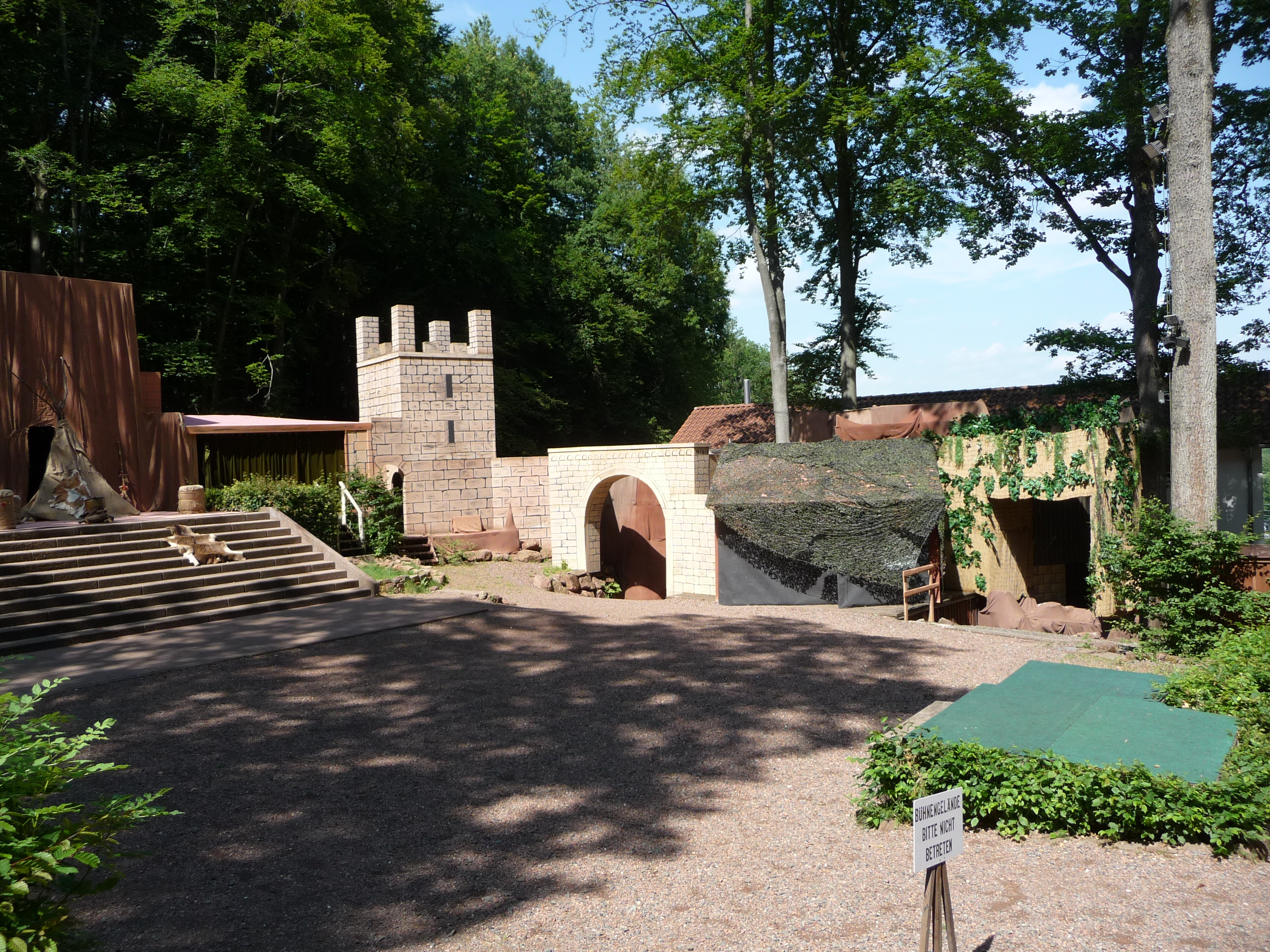
Bühne

Die Freilichtspiele Katzweiler sind jährlich im Sommer stattfindende Freilichtspiele im rheinland-pfälzischen Katzweiler, in deren Rahmen von Amateurschauspielern je ein Stück für Kinder und eines für Erwachsene inszeniert wird. Jährlich kommen mehr als 20.000 Besucher zu den Aufführungen in Katzweiler. Damit ist sie die größte Freilichtbühne im Südwesten und eine der größten in Deutschland. Die Freilichtspiele Katzweiler sind Mitglied im Verband Deutscher Freilichtbühnen.

## Geschichte
Die Freilichtspiele Katzweiler wurden 1951 von Pfarrer Wilhelm Gruber gegründet und führten zunächst kleinere Volksdramen, handlungsstarke Schauspiele mit historischem Hintergrund, aktueller Problematik und zeitloser Gültigkeit auf. Inzwischen hat sich das Repertoire auf eine breite Palette von Theaterstücken und Musicals für Kinder und Erwachsene erweitert. Mit der Zeit entwickelte sich die Bühne zu einem bedeutenden Kulturstandort der Region.

## Spielstätte
Die Freilichtbühne liegt am Ortsrand von Katzweiler in einem Tal, der Eselsdelle. In einem natürlichen Hang am Waldrand eingebettet bietet sie eine Spielfläche von etwa 50 × 25 Metern mit mehreren Ebenen und einer drehbaren Plattform in der Mitte der Bühne mit einem Durchmesser von 8,5 Meter. Die Zuschauertribüne umfasst rund 1000 Sitzplätze. Technische Erweiterungen, wie eine moderne Licht- und Tontechnik, ermöglichen aufwendige Inszenierungen.

## Inszenierungen und Repertoire
Das Repertoire der Freilichtspiele Katzweiler reicht von klassischen Theaterstücken über Märcheninszenierungen bis hin zu Musicals. In den vergangenen Jahren hat die Freilichtbühne für Kinder beispielsweise „Das Dschungelbuch“, „Pippi Langstrumpf“ und „Die Schöne und das Biest“ gezeigt. Vielfalt gibt es auch im Erwachsenentheater: Ob Musik-Shows und Musicals wie „Das Wunder von Bern“ und "Linie 1", Action-Stücke wie „Robin Hood“ und „Dracula“ oder Komödien wie „Arsen und Spitzenhäubchen“ und „Manche mögen’s heiß“.

## Saison 2025
- Die kleine Hexe: Das Kinderstück basiert auf dem Klassiker von Otfried Preußler und erzählt die Geschichte einer jungen Hexe, die sich gegen die strengen Regeln der alten Hexen stellt. Mit Hilfe ihres Raben Abraxas beweist sie, dass wahre Hexenkunst nicht in Bosheit, sondern in Freundlichkeit liegt. Premiere am 8. Juni 2025.

- Der kleine Horrorladen: Der Musical-Klassiker über Mr. Mushnik´s  Blumenladen in der Skid Row und Seymour, der eine fleischfressende Pflanze entdeckt, die Ruhm verspricht – aber Blut fordert. Premiere am 21. Juni 2025.

## Vereinsstruktur
Der Verein zählt etwa 300 aktive Mitglieder und wird ehrenamtlich geführt. Neben den Darstellern und Regisseuren engagieren sich zahlreiche Helfer in den Bereichen Bühnenbau, Kostüme, Maske, Technik und Marketing.

## Kinder- und Jugendarbeit
Die Freilichtspiele Katzweiler legen großen Wert auf die Förderung junger Menschen und bieten Kindern und Jugendlichen die Möglichkeit, sich in verschiedenen Bereichen des Theaters auszuprobieren. Neben der Mitwirkung an den regulären Inszenierungen gibt es gezielte Programme zur theaterpädagogischen Förderung, die nicht nur künstlerische Fähigkeiten vermitteln, sondern auch die persönliche Entwicklung der Teilnehmenden unterstützen. Die Freilichtspiele Katzweiler sind Mitglied im Kreisjugendring Kaiserslautern und stellen dort den ersten Vorsitzenden.

## Bedeutung und Wahrnehmung
Die Freilichtspiele Katzweiler haben sich als eine der bedeutendsten kulturellen Institutionen der Westpfalz etabliert. Durch ihre Inszenierungen und das vielfältige Programm tragen sie wesentlich zur kulturellen Landschaft der Region bei. Die Freilichtbühne zieht jährlich mehrere tausend Besucher an und ist weit über die Grenzen Katzweilers hinaus bekannt.